# T’way Air
T’way Air (kor. 티웨이항공) – południowokoreańska tania linia lotnicza z siedzibą w Seulu. 

## Flota
Według stanu na sierpień 2025 flota T’way Air składała się z 43 samolotów o średnim wieku 13,4 lat:
| Samolot          | Samolot | Samolot   | Liczba miejsc | Liczba miejsc | Liczba miejsc | Liczba miejsc | Liczba miejsc | Uwagi                          |
| Model            | Aktywne | Zamówione | F             | B             | P             | E             | Łącznie       | Uwagi                          |
| ---------------- | ------- | --------- | ------------- | ------------- | ------------- | ------------- | ------------- | ------------------------------ |
| Airbus A330-200  | 6       | –         | –             | 18            | –             | 228           | 246           |                                |
| Airbus A330-300  | 5       | –         | –             | 12            | –             | 335           | 347           |                                |
| Airbus A330-900  | –       | 5         |               |               |               |               |               | Planowane dostarczenie od 2026 |
| Boeing 737-800   | 26      | 2         | –             | –             | –             | 189           | 189           |                                |
| Boeing 737 MAX 8 | 4       | 4         | –             | –             | –             | 189           | 189           | W trakcie dostarczania         |
| Boeing 777-300ER | 2       | –         | 6             | 53            | 34            | 201           | 294           | W leasingu od Korean Air       |
| Boeing 777-300ER | 2       | –         | –             | 40            | 32            | 294           | 366           | W leasingu od Korean Air       |
| Łącznie          | 43      | 11        |               |               |               |               |               |                                |